# Clubiona baimaensis
Clubiona baimaensis este o specie de păianjeni din genul Clubiona, familia Clubionidae, descrisă de Song și Zhu, 1991. Conform Catalogue of Life specia Clubiona baimaensis nu are subspecii cunoscute.